# هجوم رفح 2024
هجوم رفح هو هجوم مستمر على مدينة رفح، أقصى جنوب قطاع غزة، وهو جزء من الغزو الإسرائيلي للقطاع خلال الحرب الفلسطينية الاسرائيلية. عندما رفضت إسرائيل مقترح اتفاق وقف إطلاق النار الذي قبلته حماس، والمحادثات والمجهودات الدولية المبذولة لوقف إطلاق النار، دخلت إسرائيل رفح في 6 مايو/أيار 2024، وسيطرت على الجانب الفلسطيني من معبر رفح.
وكان قد لجأ أكثر من مليون ونصف فلسطيني نازح في قطاع غزة إلى رفح بسبب العدوان الإسرائيلي المستمر على قطاع غزة. تزعم إسرائيل أنها تهدف إلى القضاء على كتائب حركة حماس التي تدّعي إسرائيل أنها تتواجد في المدينة. حذّر المجتمع الدولي من أزمة إنسانية إذا إستمر الهجوم. كما قامت مصر، التي تشعر بالقلق إزاء أزمة اللاجئين المحتملة في شبه جزيرة سيناء، بتعزيز الإجراءات الأمنية على حدودها مع غزة.
في 6 مايو/أيار، أمرت إسرائيل بإجلاء الفلسطينيين من شرق رفح إلى مناطق في وسط غزة وخان يونس. وفي وقت لاحق من ذلك اليوم، أعلنت حماس قبولها اتفاق وقف إطلاق النار الذي اقترحه كلا من مصر وقطر، لكن إسرائيل لم تقبل بالاتفاق وأشارت إلى أن الهجوم سيستمر. كما شنت إسرائيل غارات جوية على رفح في نفس اليوم أدت لإستشهاد وإصابة العشرات، ثم اجتاحتها في نفس الليلة. وقالت إسرائيل أيضا أنها لن تتوقف إلا إذا تم القضاء على حماس أو إطلاق سراح الرهائن المحتجزين.

## خلفية الهجوم
منذ بداية الحرب الفلسطينية الإسرائيلية بـقطاع غزة، لجأ الفلسطينيون في القطاع إلى منطقة رفح الواقعة في أقصى الجنوب، والمجاورة للحدود المصرية. إثر إخلاء مدن أخرى في غزة من السكان، أصبحت رفح المدينة الأكثر اكتظاظًا في الأراضي الفلسطينية، حيث يبلغ عدد سكانها أكثر من 1.4 مليون نسمة.
بدأت الغارات الجوية على رفح في 8 أكتوبر 2023، واستمرت طوال فترة الحرب. في 31 ديسمبر، أعلن رئيس الوزراء الإسرائيلي بنيامين نتنياهو عن نية إسرائيل الاستيلاء على محور صلاح الدين، وهو ممر حدودي يفصل بين غزة ومصر. في 27 يناير 2024، أبلغت إسرائيل مصر بأنها تخطط للسيطرة على الممر، وهو ما عارضته مصر بشدة. في 29 يناير، ذكرت صحيفة جيروزاليم بوست أن غزو رفح «سيستغرق وقتًا». في 30 يناير، التقى رؤساء المخابرات الإسرائيلية مع مسؤولين مصريين في القاهرة لمناقشة الهجوم على رفح.

## مقدمة
وكانت مفاوضات وقف إطلاق النار بين إسرائيل وحماس قد أوشكت النجاح في شهر مايو/أيار ووصلت الى اقرب نقطة من النجاح. كما كان من المتوقع أن توافق حماس على صفقة أسفرت عن إطلاق سراح الرهائن وإنهاء الحرب. ومع ذلك، اختلفت إسرائيل وحماس حول مسألة إنهاء الحرب بشكل كامل بعد صفقة الرهائن، حيث لن تقبل إسرائيل "تحت أي ظرف من الظروف" صفقة تتضمن هذه البنود. مما أدى إلى تعثر وتعطّل المفاوضات.
في 5 مايو/أيار، تم إطلاق أكثر من 10 صواريخ من منطقة رفح باتجاه كرم أبو سالم، مما أدى إلى مقتل 3 جنود إسرائيليين وإصابة 11 آخرين. أعلنت حماس مسؤوليتها عن الهجوم. فيما بدأت إسرائيل بمهاجمة رفح، مما أسفر عن مقتل 5 أشخاص.
وفي 6 مايو/أيار، أمر الجيش الإسرائيلي بإجلاء المدنيين من شرق رفح إلى أجزاء من وسط غزة وخان يونس. بدا الهجوم وشيكًا، وأدانت عدة دول عملية الإخلاء. وفي وقت لاحق من ذلك اليوم، قبلت حماس اتفاق وقف إطلاق النار من مصر وقطر. وتضمن الاتفاق وقف إطلاق النار لمدة 6 أسابيع وتبادل الأسرى. لكن رغم ذلك، صوتت حكومة الطوارئ الإسرائيلية لصالح غزو رفح. وقالت إسرائيل إنها سترسل وفدًا لمناقشة الصفقة، لكنها ستنفذ الهجوم أولا.

## الهجوم
في 6 مايو/أيار، قبل وأثناء الهجوم، قصفت إسرائيل رفح 50 مرة على الأقل. وفي وقت لاحق من ذلك اليوم، وفي غزو محدود، دخل الجيش الإسرائيلي إلى ضواحي رفح واقترب من معبر رفح الحدودي والحدود المصرية. راح ضحية العملية 20 فلسطينيًا على الأقل، منهم 6 أطفال. وفي صباح يوم 7 مايو/أيار، إستولت إسرائيل على المعبر. قصفت حماس معبر كرم أبو سالم من رفح مجددا. صرح وزير الدفاع الإسرائيلي، يوآف جالانت، أن "العملية لن تتوقف إلا إذا تم القضاء على حماس أو إطلاق سراح الرهائن". في 27 مايو وقعت مناوشات بين جنود إسرائيليين ومصريين بالقرب من معبر رفح، فقُتِل جندي مصري.

## التأثير الإنساني
عندما أمرت إسرائيل بإخلاء شرق رفح، قالت إنها قامت بتوسيع «منطقة المواصي الإنسانية» لتشمل أجزاء أخرى من وسط غزة وخان يونس. إدّعت إسرائيل أن المنطقة تتكون من مستشفيات ميدانية وخيام ومؤن معززة من الغذاء والماء والأدوية وغيرها من الإمدادات الأساسية. ومع ذلك، يقول الفلسطينيون ومنظمات الإغاثة إن المناطق الآمنة المحددة قد تعرضت للقصف من قبل الجيش الإسرائيلي. كما حذر اللاجئون في المنطقة من أن المنطقة مكتظة ولا تزال تفتقر إلى الإمدادات. وعبّر مسؤولون من الأمم المتحدة وأوروبا عن أنّ «المنطقة الآمنة» ليست آمنة وغير مجهزة بشكل مناسب، وحذروا من أن الأمر بإخلاء رفح قد يرقى إلى مستوى جريمة حرب.
بسبب الهجوم، أغلقت إسرائيل معبري كرم أبو سالم ورفح، وكلاهما أساسي لإيصال المساعدات الإنسانية إلى غزة. كما قالت وكالات الإغاثة إن عمليات الإغلاق قد تؤدي إلى تفاقم الأزمة الإنسانية المستمرة. أّما الأمم المتحدة فدعت إلى إعادة فتح المعابر على الفور.
بعد الضربات الإسرائيلية الأولية، ورد أن المستشفى الكويتي في رفح استقبل 27 قتيلاً و150 جريحًا. وحذر المسعفون من أن آلاف المدنيين قد يموتون في الهجوم.

## حصول فلسطين علي عضوية الامم المتحدة
صوت لصالح القرار، الذي قدمته دولة الإمارات العربية المتحدة- بصفتها رئيسة المجموعة العربية خلال الشهر الحالي، 143 عضوا وعارضه 9 فيما امتنع 25 عن التصويت. اعتماد القرار تطلب الحصول على تأييد ثلثي عدد الدول الأعضاء الحاضرة التي تقوم بالتصويت.
يؤكد القرار قناعة الجمعية العامة بأن دولة فلسطين مؤهلة تماما لعضوية الأمم المتحدة وفقا لميثاقها، ويشير إلى التأييد واسع النطاق من الدول الأعضاء بالمنظمة لقبول فلسطين عضوا بها. في مستهل الجلسة استعرض السفير محمد أبو شهاب الممثل الدائم لدولة الإمارات العربية المتحدة مشروع القرار. وقال إن مشروع القرار "لا يمثل في حد ذاته إنصافا لدولة فلسطين لأنها وإن منحت حقوقا إضافية، ستبقى دولة مراقبة لا تتمتع بحق التصويت في الجمعية العامة أو الترشح لهيئات الأمم المتحدة".
ودعا الدول الأعضاء إلى التصويت لصالح مشروع القرار، وقال إن تبني القرار سيمثل خطوة تاريخية نحو تصحيح الظلم الذي عانى منه الشعب الفلسطيني على مدى عقود، وسيعزز مكانة فلسطين ومشاركتها في المحافل الدولية.
وأضاف: "أما التصويت ضد هذا القرار فسيكون بمثابة تخل عن المسؤولية الأخلاقية والقانونية تجاه القضية الفلسطينية، وقد يفسر على أنه ضوء أخضر لإسرائيل لمواصلة انتهاكاتها التي تقوض حل الدولتين".
وكانت الولايات المتحدة قد استخدمت حق النقض (الفيتو) الشهر الماضي في مجلس الأمن ضد مشروع قرارجزائري يوصي الجمعية العامة بقبول دولة فلسطين عضوا في الأمم المتحدة. أيد القرار 12 عضوا فيما امتنعت سويسرا والمملكة المتحدة عن التصويت.
فلسطين هي دولة غير عضو لها صفة المراقب بالأمم المتحدة، وقد حصلت على هذا الوضع بعد قرار اعتمدته الجمعية العامة بأغلبية كبيرة في 29 تشرين الثاني/نوفمبر 2012، حيث اعتمد القرار بتأييد 138 دولة ومعارضة 9 وامتناع 41 عن التصويت.

### بنود القرار
اعتمدت الجمعية العامة القرار خلال استئناف دورتها الاستثنائية الطارئة العاشرة التي تُعقد تحت عنوان: "الأعمال الإسرائيلية غير القانونية في القدس الشرقية المحتلة وبقية الأرض الفلسطينية المحتلة".
القرار، المقدم من المجموعة العربية وعدد من الدول الأخرى، يقرر أن دولة فلسطين مؤهلة لعضوية الأمم المتحدة وفقا للمادة 4 من مـيثاق الأمم المتحدة و"ينبغي بالتالي قبولها عضوا" في المنظمة. ويوصي مجلس الأمن بأن يعيد النظر بشكل إيجابي في هذه المسألة.
وتقرر الجمعية العامة، وفق القرار، على أساس استثنائي- ودون أن يشكل ذلك سابقة- اعتماد عدة طرق* تتعلق بمشاركة دولة فلسطين في دورات وأعمال الجمعية العامة والمؤتمرات الدولية التي تعقد تحت رعايتها وسائر أجهزة الأمم المتحدة.
ويؤكد القرار مجددا حق الشعب الفلسطيني في تقرير المصير بما في ذلك أن تكون له دولته المستقلة: فلسطين. ويدعو المجتمع الدولي إلى بذل جهود متجددة ومنسقة لإنهاء الاحتلال الإسرائيلي الذي بدأ عام 1967، والتوصل إلى تسوية عادلة ودائمة وسلمية لقضية فلسطين والصراع الإسرائيلي الفلسطيني وفقا للقانون الدولي وقرارات الأمم المتحدة ذات الصلة.

## ردود الفعل الدولية

### أفريقيا
- جنوب إفريقيا: حثت جنوب إفريقيا محكمة العدل الدولية على النظر في اتخاذ إجراء بشأن الهجوم الإسرائيلي المخطط له. وفي بيان له، صرّح وزير خارجية جنوب أفريقيا، ناليدي باندور، أن «جنوب أفريقيا مرعوبة تماما مما يحدث باستمرار لشعب غزة، والضفة الغربية، والآن رفح. ونعتقد أن هذا يؤكد الادعاء المقدم أمام محكمة العدل الدولية بأن الإبادة الجماعية تجري في الأراضي الفلسطينية».[39]

### أمريكا الشمالية والجنوبية
- البرازيل: إثر سيطرة القوات الإسرائيلية على معبر رفح في 7 مايو/أيار، أدانت وزارة الخارجية البرازيلية هذا الهجوم الإسرائيلي.[40]
- كندا: دعت كندا إلى وقف إطلاق النار في بيان مشترك مع أستراليا ونيوزيلندا، جاء فيه "إننا نشعر بقلق بالغ إزاء المؤشرات التي تشير إلى أن إسرائيل تخطط لهجوم بري على رفح. إن أي عملية عسكرية في رفح ستكون كارثية". كما كانت وزيرة الخارجية ميلاني جولي قد ذكرت في وقت سابق أن كندا "تشعر بقلق عميق" بشأن الغزو الإسرائيلي لرفح.[41]
- الولايات المتحدة: رفضت الولايات المتحدة، أكبر مورد عسكري لإسرائيل، الموافقة على خطط الغزو. أصبح هجوم الجيش الإسرائيلي على رفح بموجب خطته خطًا أحمرًا لإدارة بايدن، ممّا تسبب في حدوث توتر مفترض في العلاقات بين الولايات المتحدة وإسرائيل. ومع ذلك، في 29 مارس 2024، سمح الرئيس الأمريكي جو بايدن بنقل قنابل وطائرات مقاتلة بمليارات الدولارات إلى إسرائيل لإمداد الجيش الإسرائيلي. وعارض الرئيس جو بايدن "أي تهجير قسري للفلسطينيين في غزة" وأكد مجددا موقفه بأن على إسرائيل ألّا تستمرّ في الهجوم العسكري على رفح "دون خطة موثوقة وقابلة للتنفيذ" لضمان سلامة المدنيين. في البداية، قال ثلاثة مسؤولين أمريكيين لصحيفة بوليتيكو في فبراير 2024 إن إسرائيل لن تواجه عواقب من الولايات المتحدة إذا قامت بغزو رفح وقتل المدنيين. ومع ذلك، بحلول مارس 2024، قال مسؤولون أمريكيون لم يتم ذكر أسمائهم لصحيفة بوليتيكو إن بايدن سيفكر في فرض شروط على المساعدات العسكرية لإسرائيل إذا قامت بغزو رفح.[42]

### آسيا
- الصين: ذكرت وزارة خارجية جمهورية الصين الشعبية أن «الصين تتابع عن كثب التطورات في منطقة رفح، وتعارض وتدين الأعمال التي تضر بالمدنيين وتنتهك القانون الدولي» وطالبت إسرائيل» «بوقف عمليتها العسكرية في أقرب وقت ممكن».[43]
- اليابان: أصدرت وزارة الخارجية اليابانية بيانا أعربت فيه عن قلقها العميق إزاء العملية العسكرية الإسرائيلية في رفح، قائلة: من الضروري تحسين الوضع الإنساني في أسرع وقت ممكن».[44]
- كوريا الجنوبية: عبّرت وزارة الخارجية الكورية عن قلقها العميق إزاء الخطط الإسرائيلية وحثت على حماية المدنيين بموجب القوانين الدولية.[45]

### أوروبا
- : الاتحاد الأوروبي: صرح منسق السياسة الخارجية جوزيب بوريل أن "التقارير عن هجوم عسكري إسرائيلي على رفح مثيرة للقلق. وسيكون له عواقب كارثية تؤدي إلى تفاقم الوضع الإنساني المتردي بالفعل وخسائر لا تطاق في صفوف المدنيين". في 19 فبراير/شباط، طلبت كل دولة عضو في الاتحاد الأوروبي، باستثناء المجر، من الجيش الإسرائيلي عدم القيام بأي عمل عسكري في رفح.[46]
- بلجيكا: حذر رئيس الوزراء البلجيكي ألكسندر دي كرو من أن التوغل الإسرائيلي «سيتسبب في كارثة إنسانية أخرى غير مخففة وسيؤدي إلى مقتل العديد من المدنيين الأبرياء، معظمهم مرة أخرى من الأطفال والنساء».[47]
- الدنمارك: أدلت وزارة الخارجية ببيان على موقع 𝕏، جاء فيه أن «الدنمارك تشارك الاتحاد الأوروبي والآخرين قلقهم بشأن الهجوم العسكري الإسرائيلي المحتمل على رفح حيث يبحث أكثر من نصف سكان غزة عن ملجأ».[48]
- فرنسا: صرّح وزير الخارجية ستيفان سيجورني أن الهجوم الإسرائيلي على رفح سيكون غير مبرر. وفي مكالمة هاتفية، قال إيمانويل ماكرون لنتنياهو إنه يعارض الغزو العسكري لرفح. في 16 فبراير، قال ماكرون: "أشارك الأردن ومصر مخاوفهما من التهجير القسري والجماعي للسكان".[49]
- ألمانيا: قالت وزيرة الخارجية أنالينا بيربوك: "إن اتخاذ إجراء الآن في رفح، المكان الأخير والأكثر اكتظاظًا، كما أعلن وزير الدفاع الإسرائيلي، لن يكون له ما مبرر". وفي 14 فبراير، قال بيربوك: "إذا شن الجيش الإسرائيلي هجومًا على رفح... فسيكون ذلك كارثة إنسانية". وفي 17 فبراير، أكد المستشار أولاف شولتس مجددًا دعم ألمانيا "لأمن" إسرائيل، لكنه حذر أيضًا القادة الإسرائيليين من ضرورة الالتزام بالقانون الدولي. في 16 مارس/آذار، صرح شولتز قائلاً: "هناك خطر من أن يؤدي الهجوم الشامل في رفح إلى سقوط عديد الضحايا من المدنيين، وهو الأمر الذي يجب حظره بشكل صارم".[50]
- ايرلندا: صرّح ميشيل مارتن أن الغزو الإسرائيلي لرفح سيترتب عليه "انتهاكات جسيمة للقانون الإنساني الدولي."[51]
- إيطاليا: وقالت رئيسة الوزراء جيورجيا ميلوني: «سنكرر معارضتنا للعمل العسكري البري الذي تقوم به إسرائيل في رفح والذي يمكن أن يكون له عواقب أكثر كارثية على المدنيين».[52]
- لوكسمبورغ: قال وزير الخارجية كزافييه بيتل لإسرائيل إنهم يخاطرون بخسارة «آخر دعم لديهم في العالم» إذا هاجموا رفح.[53]
- هولندا: صرحت وزيرة الخارجية الهولندية هانكه بروينز سلوت، أن الهجوم الإسرائيلي المخطط له على رفح «غير مبرر». وقال رئيس الوزراء مارك روتي، أن "الهجوم الإسرائيلي على رفح من شأنه أن يسبب كارثة إنسانية".[54]
- سلوفينيا: قال رئيس وزراء سلوفينيا روبرت غولوب: "هناك إجماع مشترك على القول بأن علينا أن نفعل كل ما في وسعنا لمنع الهجوم على رفح".[55]
- اسبانيا: وقعت إسبانبا بيانا مشتركًا مع حكومة ايرلندا جاء فيه أن "العملية العسكرية الإسرائيلية الموسعة في منطقة رفح تشكل تهديدا خطيرا ووشيكا يجب على المجتمع الدولي مواجهته بشكل عاجل".[56]
- المملكة المتحدة: صرّح وزير الخارجية ديفيد كاميرون: "نعتقد أنه من المستحيل أن نرى كيف يمكنك خوض حرب بين هؤلاء الناس. ليس هناك مكان يذهبون إليه..." كما أضاف: "نريد من إسرائيل أن تتوقف وتفكر بجدية شديدة قبل أن تتخذ أي إجراء آخر. لكن قبل كل شيء، ما نريده هو وقف فوري للقتال، ونريد أن يؤدي هذا التوقف إلى وقف إطلاق نار، وقف إطلاق نار مستدام دون العودة إلى مزيد من القتال. وهذا ما يجب أن يحدث الآن"[57]

### الشرق الأوسط
- جامعة الدول العربية: صرّح أمين عام الجامعة أحمد أبو الغيط أن أي محاولة لتهجير الفلسطينيين من شأنها أن تتسبب في «انفجار الشرق الأوسط بطريقة غير مسبوقة» وخلق «مواجهة على مدى الألف عام القادمة».[58]
- مصر: نفت مصر الإدّعاءات بأنها ستعلق معاهدة السلام المصرية الإسرائيلية إذا غزت إسرائيل رفح طالما أن إسرائيل تلتزم أيضًا بجزءها من المعاهدة. وحذرت مصر من حدوث أزمة لاجئين في سيناء وأرسلت 40 دبابة إلى حدودها مع إسرائيل. كما ذكرت وزارة الخارجية أنه ستكون هناك «عواقب وخيمة» إذا غزت إسرائيل رفح.[59]
- مجلس التعاون الخليجي: صرّح مجلس التعاون الخليجي بأن اجتياح رفح سيكون «انتهاكا صارخا للقانون الدولي».[60]
- حماس: قالت الحركة إن الهجوم على رفح سيعني توقّف مفاوضات التهدئة وتبادل الأسرى المستمرة منذ أسابيع.[61][62]
- الأردن: صرّح العاهل الأردني الملك عبد الله الثاني أن العالم «لا يستطيع تحمل» أي هجوم إسرائيلي على رفح لأنه سيخلق كارثة إنسانية أخرى.[63]
- عمان: قالت الخارجية العمانية: «نحذر من التداعيات الخطيرة لاستمرار الاحتلال في عدوانه العشوائي على قطاع غزة ومخططاته لاقتحام رفح».[64]
- دولة فلسطين: قال الرئيس محمود عباس أن الاجتياح الإسرائيلي الوشيك لرفح سيخلق «نكبة أخرى ستدفع المنطقة برمتها إلى حروب لا نهاية لها».[65]
- قطر: طالبت قطر مجلس الأمن التابع للأمم المتحدة «بمنع إسرائيل من ارتكاب إبادة جماعية» وحذرت من «وقوع كارثة إنسانية في رفح».[61]
- السعودية: حذّرت وزارة الخارجية السعودية من "تداعيات خطيرة للغاية لاقتحام واستهداف" رفح. وفي بيان لاحق، ذكرت وزارة الخارجية أن الغزو الإسرائيلي المزمع لرفح هو جزء من "الانتهاك المستمر للقانون الدولي والقانون الإنساني الدولي".[66]
- تركيا: صرحت وزارة الخارجية التركية: «إننا نعتبر هذه العملية جزءًا من خطة لطرد سكان غزة من أراضيهم... وندعو المجتمع الدولي، وخاصة مجلس الأمن الدولي، إلى اتخاذ الخطوات اللازمة لوقف إسرائيل».[67]

### أوقيانوسيا
- أستراليا: أدلى رئيس الوزراء الأسترالي أنتوني ألبانيز في بيان مشترك مع رئيس الوزراء الكندي جاستن ترودو ورئيس الوزراء النيوزيلندي كريستوفر لوكسون، ذكر فيه أنه "ببساطة لا يوجد مكان آخر يذهب إليه المدنيون"، ويجب على إسرائيل "الاستماع إلى أصدقائها".[45]
- نيوزيلندا: حذر رئيس وزراء نيوزيلندا كريستوفر لوكسون، ورئيسي وزراء أستراليا وكندا إسرائيل من أن غزو رفح سيؤدي إلى كارثة إنسانية.[45]

### المنظمات الدولية
- قالت منظمة أنقذوا الأطفال: «ما الذي تبقى للسكان حتى يذهبوا إليه؟ لقد تم نقلهم بالفعل من شمال غزة، من المناطق الوسطى في غزة - تم تحريكهم مثلما تُحرَّكُ قطع الشطرنج لتحقيق أهداف عسكرية. لم يُترَك لهم أي مكان ليتحركوا فيه».[68]
- صرّح المجلس النرويجي للاجئين أنّ: «توسع الأعمال العدائية يمكن أن يحول رفح إلى منطقة إراقة دماء ودمار لن يتمكن الناس من الفرار منها. ولم يعد هناك مكان يفر إليه الناس».[69]
- كما قال عمر شاكر، مدير هيومن رايتس ووتش في إسرائيل وفلسطين: «لا يوجد مكان آمن للذهاب إليه في غزة. وقد أمرت محكمة العدل الدولية إسرائيل بمنع الإبادة الجماعية. ويجب على المجتمع [الدولي] أن يتحرك لمنع وقوع المزيد من الفظائع».[70]
- وقال مركز الميزان : «على المجتمع الدولي أن يتحرك الآن لوقف الاجتياح البري لرفح».[71]
- صرح مركز كارتر بأن «الأمر بتهجير هذه الموجة الجديدة من الفلسطينيين سيزيد من تفاقم الأزمة الإنسانية».[72]
- وذكرت منظمة أطباء بلا حدود أن «الهجوم البري الإسرائيلي المعلن على رفح سيكون كارثيًا ويجب ألا يتم».[73]
- ودعت اللجنة الدولية للصليب الأحمر إسرائيل إلى «إنقاذ وحماية أرواح المدنيين والبنية التحتية».[74]
- في 13 فبراير، أصدر معهد ليمكين لمنع الإبادة الجماعية تنبيه استغاثة، ذكر فيه أن الهجمات على رفح «أدت إلى تفاقم الوضع الإنساني المروع بالفعل».[75]

#### الأمم المتحدة
- قبل الغزو البري المتوقع لرفح، صرح الأمين العام للأمم المتحدة أنطونيو غوتيريس بأن «مثل هذا الإجراء من شأنه أن يزيد بشكل كبير ممّا هو بالفعل كابوس إنساني علاوة على عواقب إقليمية لا توصف».[76]
- قال رئيس الجمعية العامة للأمم المتحدة دنيس فرانسيس: "أشعر بالصدمة والفزع العميق إزاء أنباء الهجوم العسكري الإسرائيلي على جنوب قطاع غزة. وأضم صوتي إلى صوت الأمين العام في المرافعة نيابة عن المدنيين الأبرياء الذين لا يملكون مكانا آمنا ليذهبوا إليه".[77]
- كما ذكر برنامج الأغذية العالمي أنه يشعر بقلق بالغ إزاء الهجوم العسكري على رفح.[78]
- صرحت كاثرين إم راسل، رئيسة اليونيسف، أن «نحو 1.3 مليون مدني تم دفعهم إلى زاوية، يعيشون في الشوارع أو في الملاجئ. يجب حمايتهم. ليس لديهم مكان آمن يذهبوا إليه».[79]
- صرح مارتن غريفيث، منسق المساعدات الإنسانية التابع للأمم المتحدة، أن «السيناريو الذي كنا نخشاه منذ فترة طويلة بصدد الحدوث بسرعة مثيرة للقلق... العمليات العسكرية في رفح يمكن أن تؤدي إلى مذبحة في غزة».[80]
- ذكرت سيغريد كاغ أن الهجوم على رفح سيكون كارثيًا.[81]
- وفي 14 فبراير، ذكرت منظمة الصحة العالمية أن الهجوم على رفح من شأنه أن «يوسع نطاق الكارثة الإنسانية إلى ما هو أبعد من الخيال [و] يدفع النظام الصحي إلى حافة الانهيار».[82]
- رفضت محكمة العدل الدولية طلبًا قدمته جنوب أفريقيا لإتخاذ تدابير إضافية لمنع الهجوم على رفح، لكنها حثت إسرائيل على الالتزام بالتدابير المؤقتة القائمة مع الإعراب عن قلقها بشأن «الكابوس الإنساني».[83][84]
- صرّحت أليس ويريمو نديريتو، المستشارة الخاصة للأمم المتحدة المعنية بمنع الإبادة الجماعية، أن خطر وقوع فظائع أثناء الهجوم الإسرائيلي على رفح كان «خطيرًا، حقيقيًا ومرتفعًا».[85]
- صرّح فيليبو غراندي، المفوض السامي لشؤون اللاجئين بالأمم المتحدة، أن نزوح الفلسطينيين من غزة سيكون "كارثة على مستقبل السلام".[86]
- وذكرت اللجنة الدائمة المشتركة بين الوكالات – وهي ائتلاف من وكالات الأمم المتحدة ومنظمات إنسانية غير تابعة للأمم المتحدة – أنّ الهجوم الإسرائيلي على رفح من شأنه أن "يوجّه ضربة قاضية للاستجابة الإنسانية التي سقطت بالفعل على ركبتيها".[87]
- صرّح تيدروس أدهانوم غيبريسوس، الأمين العام لـمنظمة الصحة العالمية، أنه يخشى حدوث غزو بري لرفح، لأن الأشخاص الذين يحتمون هناك «ليس لديهم خيارات بشأن الأماكن التي يذهبون إليها».[88]
- صرّح فولكر تورك، مفوض الأمم المتحدة السامي لحقوق الإنسان، أن الهجوم على رفح "سيأخذ الكابوس الذي يلحق بالناس في غزة إلى بعد جديد بائس".[89]
- وقالت باولا جافيريا بيتانكور، المقررة الخاصة للأمم المتحدة المعنية بحقوق النازحين داخليًا، أن "أي أمر بالإخلاء يُفرض على رفح في ظل الظروف الحالية، مع تحول بقية غزة إلى أنقاض، سيكون انتهاكًا صارخًا للقانون الإنساني الدّولي".[90]

## محكمة العدل الدولية
في 10 مايو/أيار 2024، طلبت جنوب أفريقيا اتخاذ تدابير مؤقتة إضافية من شأنها حماية سكان رفح في مواجهة الهجوم الإسرائيلي على تلك المنطقة. وقد قدمت جنوب أفريقيا حججها لصالح هذه التدابير المؤقتة شفوياً في 16 مايو/أيار، كما قدمت إسرائيل حججها في اليوم التالي.

## المنظمات الدولية

### مجموعات المساعدات الإنسانية
صرحت منظمة إنقاذ الطفولة: "أين بقي للسكان أن يذهبوا؟ لقد تم نقلهم بالفعل من شمال غزة، ومن المناطق الوسطى من غزة - تم نقلهم مثل قطع الشطرنج على رقعة الشطرنج لتحقيق أهداف عسكرية. لم يعد هناك مكان آخر يمكنهم الانتقال إليه". صرح مجلس اللاجئين النرويجي: "إن توسع الأعمال العدائية قد يحول رفح إلى منطقة من سفك الدماء والدمار لن يتمكن الناس من الهروب منها. لم يعد هناك مكان آخر يمكن للناس أن يفروا إليه". صرح عمر شاكر، مدير هيومن رايتس ووتش في إسرائيل وفلسطين: "لا يوجد مكان آمن للذهاب إليه في غزة. أمرت محكمة العدل الدولية إسرائيل بمنع الإبادة الجماعية. يجب على المجتمع [الدولي] أن يتحرك لمنع المزيد من الفظائع".